# Кельчевский, Лешек
Лешек Кельчевский (пол. Leszek Kiełczewski; 2 января 1942 года, Громадзин-Выкно — 5 февраля 2021 года, Кольно) — польский фермер и политик, посол на Сейм II каденции.

## Биография
Сын Якуба и Марианны. В 1968 году окончил сельскохозяйственный факультет Сельскохозяйственной высшей школы в Ольштыне. Работал на семейной ферме в Громадзыне-Выкно. Также работал на экспериментальном заводе в Шепетове.
На выборах 1993 года был избран послом на Сейм II каденции. Избран в Ломжинском округе по списку Польской крестьянской партии. Заседал в Комитете по транспорту, коммуникациям, торговле и услугам и в Комитете по делам национальных и этнических меньшинств, а также был членом двух подкомитетов.
В 1999 году награжден Золотым крестом Заслуги. Похоронен на муниципальном кладбище в Кольно.